# Heptacène
L’heptacène est un hydrocarbure aromatique polycyclique de formule C30H18. Il est structurellement constitué de sept noyaux benzéniques fusionnés linéairement ; c'est donc le septième terme de la famille des acènes. On a longtemps cherché à le produire en raison de ses propriétés a priori intéressantes comme semiconducteur organique en vue d'applications électroniques. Il a été synthétisé — mais non isolé — pour la première fois en 2006.

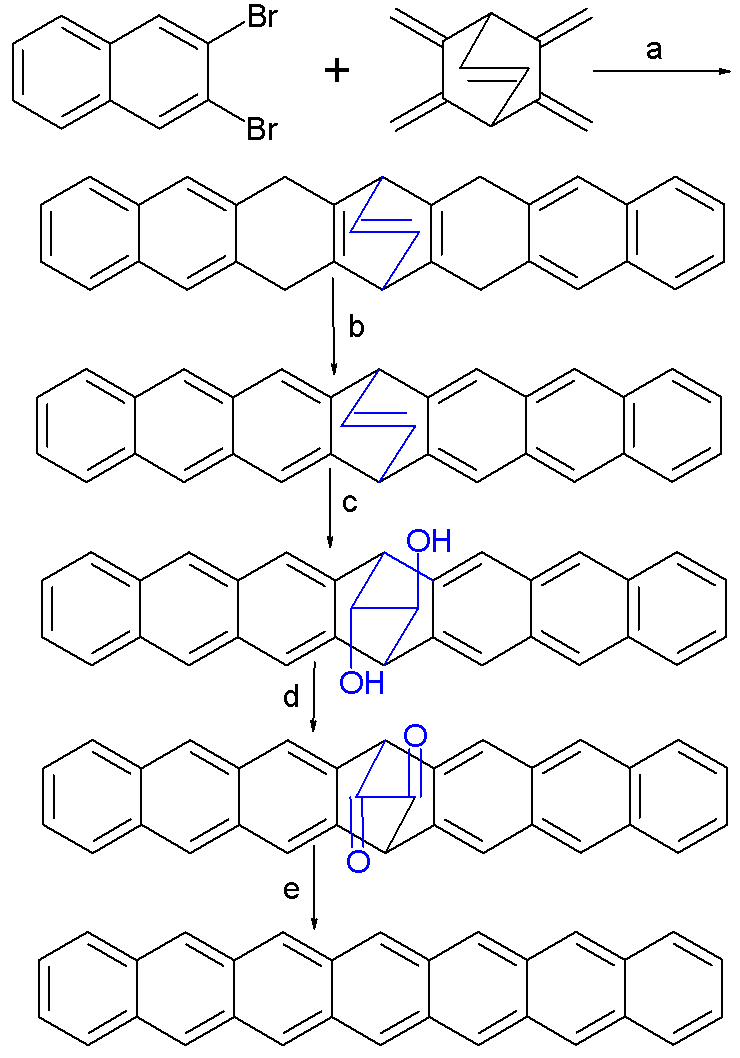
a) Réaction de Diels-Alder de dibromonaphthalène formant un aryne et du bicyclo[2,2,2]oct-2,3,5,6,7-pentaène avec du n-butyllithium dans le toluène pendant trois heures à et 53 % de rendement chimique.
b) Oxydation organique par chauffage à reflux pendant deux heures avec du chloranil et 81 % de rendement.
c) dihydroxylation avec de la N-méthylmorpholine N-oxide et du tétroxyde d'osmium dans l'acétone et le 2-méthylpropan-2-ol à température ambiante pendant deux jours et 83 % de rendement.
d) Oxydation de Swern avec de l'acide trifluoroacétique dans du DMSOet du dichlorométhane à et 51 % de rendement.
e) Décarbonylation photochimique dans une matrice en PMMA à 395 nm.